# Les Yeux bleus de Zahra
Les Yeux bleus de Zahra (ou Pour vous, Palestine) est une série télévisée iranienne, qui a débuté en 2004 sur la chaîne Sahar 1. Elle a été créée par Ali Derakhshi, un ancien fonctionnaire du Ministère de l'éducation. L'intrigue se déroule en Cisjordanie et se focalise sur les militaires et sur les civils israéliens (tous habillés comme des Juifs religieux) qui conspirent pour voler les yeux des enfants palestiniens.

## Sa diffusion
La série est en persan, mais a été doublée en arabe pour des diffusions ultérieures.
En 2006, elle a été diffusée en Allemagne en turc sur Milli Görüs’ TV5.En février 2005, le Conseil supérieur de l'audiovisuel ordonne  au pourvoyeur de satellite français, Eutelsat d'arrêter la transmission de la diffusion à partir du satellite iranien TV channel Sahar 1, car ce dernier diffuse la série.
En février 2005, la série est projetée dans des mosquées aux Pays-Bas:
«  Dans certaines mosquées turques à Rotterdam, La Haye et Amsterdam, un film antisémite est vendu. Le programme télé Nova le diffuse sur une chaine hollandaise. Le film est aussi présenté aux enfants. Le film a été réalisé en Iran et traduit en turc. »
Interviewé par la télévision iranienne, le réalisateur Ali Derakhshi s'explique
« J'ai commencé à travailler sur cette série, il y a 17 ans, quand je travaillais encore au Ministère iranien de l'éducation…. Nous sommes au début du chemin. Heureusement la République islamique iranienne et notre régime islamique ont réalisé beaucoup de films et séries télé comme Les bleus yeux de Zahra, qui est un film sur les enfants. »
Le producteur Ahmad Mir-'Alawii dans une interview le 8 février 2005 sur Sahar TV rajoute:
« Nous n'avons présenté qu'une petite partie des crimes sionistes. Pendant le tournage (du film), nous avons reçu des informations, et même de Juifs sympathisant avec nos idées. C'étaient des Juifs monothéistes. Ils nous ont donné des informations qui nous font regretter que le film ait été terminé. J'aurai aimé avoir ces informations avant de faire le fim.  »
Et insiste :
« Il y a un bateau blanc qui navigue sur les océans. Il n'entre pas dans les eaux territoriales d'Iran ou de pays similaires. Nos frères Arabes doivent faire attention à ce bateau. À l'intérieur, ils (les sionistes) retiennent des enfants de seulement un ou deux ans qui ne connaissent rien. Ce sont des enfants dont personne ne prend soin. Ils ont été enlevés par différents moyens sous prétexte de prendre soin d'eux. Ces enfants sont gardés dans le bateau et personne ne connait leur sort. Ils deviennent des adolescents sans connaitre leur sort. Ils reçoivent les meilleurs traitements médicaux possibles et sont en permanence contrôlés physiquement. ..

Pourquoi les sionistes prennent-ils autant soin d'eux? Pour les utiliser pour des besoins médicaux. Ils utilisent leur cœur, leurs reins et tous les autres organes. »

## L'intrigue
La série met en scène des docteurs israéliens dont le but serait de prélever des organes sur des enfants palestiniens. L'intigue se concentre sur la campagne du premier ministre israélien fictif, Yitzhak Cohen, qui déclare lors d'une interview, que les Juifs sont la « meilleure des races du monde ». Cohen devient obsédé par la saisie des yeux d'une jeune Palestinienne du nom de Zahra. Pour atteindre son objectif, des Israéliens se font passer pour des employés des Nations Unies et se rendent dans les écoles palestiniennes « afin d'éviter la propagation d'une maladie oculaire ». En réalité, ils ne font qu'inspecter la classe pour sélectionner les élèves avec les meilleurs yeux. Après une opération chirurgicale extrêmement grave, Zahra est laissée aveugle par les docteurs israéliens.
Dans l'épisode deux de la série, on apprend que le président israélien est maintenu en vie grâce à des organes prélevés sur des enfants palestiniens, et qu'un commandant militaire israélien enlève des employés de l'ONU et des Palestiniens.

## Les épisodes
1. Préparations pour voler des organes à des enfants palestiniens.
2. Des enfants palestiniens sont emmenés dans des hôpitaux israéliens.
3. Zahra est emmenée dans la résidence d'Itzhak et Theodor Cohen.
4. Les sionistes se préparent à implanter les yeux de Zahra sur Theodor
5. Zahra s'échappe de la résidence sioniste maléfique.
6. Un bon Juif aide Zahra avant d'être assassiné.
7. Zahra est aveugle; les autres personnages sont tués.

## Réactions internationales
Les yeux bleus de Zahra et d'autres séries télévisées de Sahar TV sont interdites en France. La série a été condamnée, en dehors du Moyen-Orient, en raison de la représentation à forte connotation antisémite des Juifs et plus particulièrement des Israéliens. En plus, 15 membres du Congrès des États-Unis, démocrates et républicains confondus, dont Tom Lantos, le seul survivant de la Shoah siégeant alors au Congrès, ont écrit au directeur de la Section des Intérêts de la République islamique d'Iran pour condamner la série.
Dans son livre intitulé Because They Hate: A Survivor of Islamic Terror Warns America (Parce qu'ils haïssent: une survivante de la terreur islamique alerte l'Amérique), la journaliste activiste  libano-américaine Brigitte Gabriel écrit sur la série: 
« Est-ce que ce gars [le producteur] a jeté un coup d'œil au scénario du film The Island, dans lequel des personnes sont élevés pour fournir des pièces détachées humaines, ou a-t-il juste saisi un aperçu des attractions à venir? Comme disait Goebbels: "Si vous répétez un mensonge suffisamment longtemps, il devient la vérité.". C'est du taqiyya à son meilleur. Ou pire, selon votre orientation morale.  »